# Donovan Ruddock
Donovan Ruddock (Saint Catherine, 21 de dezembro de 1963), também conhecido por Razor Ruddock, é um lutador peso-pesado de boxe de nacionalidade canadense. 